# أنخيل روجاس
أنخيل روجاس (بالإسبانية: Ángel Rojas Ortega)‏ (10 أبريل 1985 بتشيلي - ) هو مدرب كرة قدم ولاعب كرة قدم تشيلي في مركز الوسط. شارك مع منتخب تشيلي تحت 20 سنة لكرة القدم. أما مع النوادي، فقد لعب مع إيفرتون دي فينا ديل مار ونادي أونيفرسيداد دي تشيلي ونادي غوياس وAO Chania F.C. ‏ ونادي كوكيمبو أونيدو وسان لويس دي كويلوتا وPAE Kerkyra ‏.

## وصلات خارجية
- أنخيل روجاس على موقع قاعدة بيانات كرة القدم.إي يو (الإنجليزية)
- أنخيل روجاس على موقع Soccerway.com (الإنجليزية)
- أنخيل روجاس على موقع عالم كرة القدم.نت (الإنجليزية)